# Angelos Basinas
Angelos Basinas, (řecky Άγγελος Μπασινάς; * 3. ledna 1976 Chalkida) je bývalý řecký fotbalista. Nastupoval většinou na postu defenzivního záložníka.
S řeckou reprezentací vyhrál mistrovství Evropy roku 2004. Hrál i na Euru 2008. V národním mužstvu hrál v letech 1999–2009 a odehrál 100 zápasů, v nichž vstřelil 7 gólů.
Má stříbrnou medaili z mistrovství Evropy hráčů do 21 let z roku 1998.
S Panathinaikosem Athény se stal dvakrát mistrem Řecka (1995/96, 2003/04) a jednou získal řecký fotbalový pohár (2003/04).